# Candidatura d'Unitat Popular
Candidatura d'Unitat Popular is een links tot extreem linkse catalanistische politieke partij uit Catalonië. Ze werd op 14 december 1986 in Barcelona opgericht. Ze werkt volgens het principe van de participatiedemocratie, waarbij alle beslissingen door de algemene vergadering en niet door de particratische organen of partijbureaus getroffen worden.
In 2015 had de partij verkozenen in een tachtigtal gemeenten in Catalonië en het Land van València. Wegens onverenigbaarheid met de centrumrechtse Convergència Democràtica de Catalunya (CDC) heeft de partij geweigerd deel te nemen aan de coalitie Junts pel Sí, ofschoon ze bij het streven naar Catalaanse onafhankelijkheid veel gemeenzaam heeft en de persoonlijke verhoudingen met de concurrerende catalaansgezinde partijen goed zijn.

## Bekende figuren
- David Fernàndez (1974), voorzitter van de parlementscommissie over corruptie en steekgelden
- Anna Gabriel (1975), lid van het Parlement, wetgever 2015
- Antonio Baños (1967), lijsttrekker voor Barcelona
- Benet Salellas (1978), lijsttrekker voor Girona
- Sergi Saladié (1974), lijsttrekker voor Tarragona
- Ramon Usall (1977), lijsttrekker voor Lleida[5]